# 市中街道 (滨州市)
市中街道，是中华人民共和国山東省滨州市滨城区下辖的一个乡镇级行政单位。

## 行政区划
市中街道下辖以下地区：
高杜社区、樊家社区、文汇社区、爱民社区、光明社区、市南社区、蒲湖社区、北一社区、北三社区、东关社区、小关社区、大刘社区、小郭社区、马庙社区、新蒲城社区、老蒲城社区、南关社区、北二社区、马官社区、牛王社区、西五里社区、张家庄社区、友谊李社区、金卜庄社区、韩声杨社区、扈家社区、彭庄社区、纸坊社区、谢家社区、刘口社区、石门社区、刘家桥社区、赵四勿社区、杨家庙社区、三里庄社区、陈台社区和宋黄家社区。